# Cao Xuân Tiếu
Phó bảng Cao Xuân Tiếu (高春肖, 1865 - 1939), quê làng Thịnh Mỹ, tổng Cao Xá, huyện Diễn Châu tỉnh Nghệ An, làm quan nhà Nguyễn đến chức Thượng thư, Hiệp biện đại học sĩ kiêm Tổng tài Quốc sử quán. Ông đỗ Phó bảng năm Ất Mùi (1895), triều Thành Thái. Ông là con trưởng của quan đại thần Thượng thư bộ Học, Đông các đại học sĩ kiêm Tổng tài quốc sử quán Cao Xuân Dục.
Trong số các con ông có người con trưởng là Cao Xuân Tảo (1892 – 1935), từng làm tri huyện Yên Định và người con út là Cao Xuân Huy (1900 – 1983), Giáo sư triết học phương Đông. Con của Cao Xuân Huy và cháu gọi ông bằng ông nội là Cao Xuân Hạo cũng là một dịch giả, nhà ngôn ngữ học nổi tiếng của Việt Nam Dân chủ Cộng hòa. Và con của Cao Xuân Tảo là Cao Xuân Vỹ từng là thủ lãnh phong trào thanh niên dưới chế độ Việt Nam Cộng hòa.

## Tiểu sử

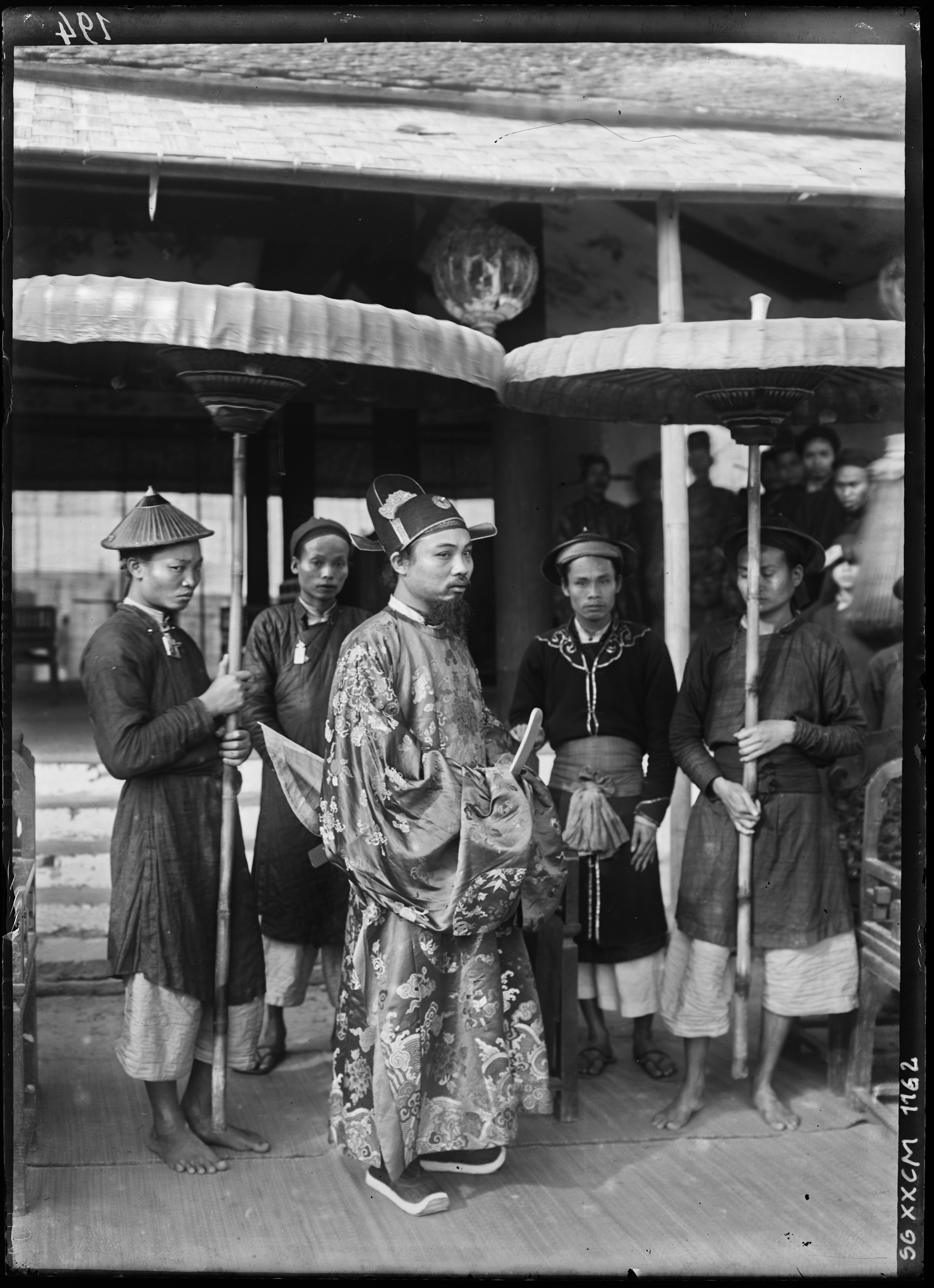
Cao Xuân Tiếu, giám khảo cuộc khoa bảng Nam Định, 1897

Cha Cao Xuân Tiếu là Cao Xuân Dục (1843 - 1923), một quan đại thần triều Nguyễn.
Cao Xuân Tiếu đỗ cử nhân năm Tân Mão 1891, đứng thứ nhì trường Nghệ An, và đến năm Ất Mùi 1895, triều Thành Thái đỗ phó bảng. Ông làm quan nhà Nguyễn lần lượt trải qua các chức án sát Quảng Nam, bố chính Bình Định, Hà Tĩnh, làm chủ khảo khoa thi hương trường Thanh Hóa, tham tri bộ Lễ, bộ Hộ, dần thăng đến chức thượng thư, hiệp biện đại học sĩ kiêm tổng tài Quốc sử quán.
Sau khi về hưu, ông làm chủ tịch hội đồng quản trị Nông tín ngân hàng miền Bắc-Trung Kỳ.
Cao Xuân Tiếu mất vào năm Kỷ Mão 1939, hưởng thọ 74 tuổi.

## Gia đình
Cao Xuân Tiếu có tổng cộng 5 người vợ và thê thiếp, sinh được 7 trai và 16 nữ.

### Vợ, thê thiếp
- Nguyễn Thị Vịnh (1864 – 1949), con ông Nguyễn Trung Quán, quê Nghệ An, sinh được 2 trai và 7 gái.
- Nguyễn Thị Phương, sinh được 1 trai 1 gái.
- Tôn Nữ Thị Lài, con ông Tôn Thất Loan, Thượng thư Bộ Binh, sinh được 1 trái 3 gái.
- Nguyễn Thị Ân sinh được 2 trai 2 gái.
- Nguyễn Thị Du sinh được 1 trai 3 gái.

### Con cái

#### Nam
- Cao Xuân Mại (1890 – ?) là con nuôi của Cao Xuân Tiếu với bà Nguyễn Thị Vịnh. Vì thời gian đầu hai người sinh con mà không nuôi được, nên xin một người con trai mới đẻ nhận làm con nuôi, lấy tên là Cao Xuân Mại. Sau ông Mại tham gia các phong trào chống Pháp, qua Trung Quốc rồi mất tích.
- Cao Xuân Tảo (1892 – 1935), con trai cả, mẹ là Nguyễn Thị Vịnh. Ông đỗ Cử nhân năm 1914, sau làm đến Tả lý Bộ Lại, mất khi đương chức. Vợ ông là Tôn Nữ Thị Nhu（1896 – 1988), con gái Phụ chính Đại thần Tôn Thất Hân.
- Cao Xuân Hiệu và mẹ là bà Nguyễn Thị Phương đều mất sớm.
- Cao Xuân Huy (1900 – 1983), con trai thứ 3, mẹ là Nguyễn Thị Ân, là Giáo sư, Triết gia Hán học.
- Cao Xuân Đôn (1901 – 1940), con trai thứ 4, mẹ là Tôn Nữ Thị Lài được Tập ấm Hàn lâm viện trước tác.
- Cao Xuân Do (1911 – 1993), con trai thứ 5, mẹ là Nguyễn Thị Ân, thư ký bưu điện thời nhà Nguyễn và sau này là Việt Nam Cộng hoà.
- Cao Xuân Đằng (1920 – 1980), con trai thứ 6, đỗ Tú tài, làm công chức Quan Thuế thời Ngô Đình Diệm, vợ là Nguyễn Thị Ngọc Nhụy (1923 – 1997), con gái Thượng thư Nguyễn Hy.

#### Nữ
- Cao Thị Nhu (1892 – 1955), con gái cả, mẹ là Nguyễn Thị Vịnh, lấy ông Đinh Nho Kham (? – 1934), con ông Đinh Nho Quang.
- Cao Thị Minh (1893 – 1969), con gái thứ 2, mẹ là Nguyễn Thị Phương, lấy ông Nguyễn Khánh Toàn (? – 1955), tham gia phong trào Đông Du hoạt động cách mạng, sau sang Lào rồi vào miền Nam.
- Cao Thị Viện (1893 – 1934), con gái thứ 3, mẹ là Nguyễn Thị Vịnh, lấy Trần Khánh Vân (1892 – 1954), con Cử nhân Trần Khánh Dõng.
- Cao Thị Yên (1894 – ?), con gái thứ 4, mẹ là Tôn Nữ Thị Lài, lấy ông Hồ Đắc Khôi.
- Cao Thị Trân (1898 – 1981), con gái thứ 5, mẹ là Nguyễn Thị Vịnh, thường gọi là O Bố, lấy Bố chánh Đoàn Đình Chi (1894 – 1965)，con Thượng thư Bộ Công Đoàn Đình Nhàn.
- Cao Thị Thâm (1900 – 1956), con gái thứ 6, mẹ là Nguyễn Thị Vịnh, gả làm kế thất Lang trung bộ Hình Phan Huy Tùng, một trong số người con của 2 ông bà là nhà sử học Phan Huy Lê.
- Cao Thị Hóa (1900 – 1973), con gái thứ 7, mẹ là Tôn Nữ Thị Lài, gả làm kế thất Cử nhân, Tri huyện Thanh Hoá Nguyễn Dị (1890 – 1930) nên được gọi là Bà Huyện Dị.
- Cao Thị Giảng (1901 – 1963), con gái thứ 8, mẹ là Nguyễn Thị Vịnh，lấy Tham tá Từ Bộ Chỉ (1897 – 1973), con trai Phó bảng Từ Thiệp.
- Cao Thị Chín (1903 – 1957), con gái thứ 9, mẹ là Tôn Nữ Thị Lài, lấy cao thủ cờ tướng Cao Huy Phương (1904 – 1968). Hai ông bà có bảy người con, trong đó người con thứ 3 là Giáo sư Cao Huy Đỉnh.
- Cao Thị Khiết (1904 – 1971), con gái thứ 10, mẹ là Nguyễn Thị Vịnh, lấy Hàn Lâm viện Thị độc học sĩ Chu Mạnh Khôi (1902 – 1970), con trai Tiến sĩ Chu Mạnh Trinh.
- Cao Thị Tường (? – 1918), con gái thứ 11, mẹ là Nguyễn Thị Vịnh, mất sớm.
- Cao Thị Huệ (1910 – 1995), con gái thứ 12, mẹ là Nguyễn Thị Du, lấy Trưởng ty Quan thuế Hội An Trương Thúc Ban (1906 – 1972), con Phó bảng Trương Trung Thông.
- Cao Thị Huỳnh (1915 – ?), con gái thứ 13, mẹ là Nguyễn Thị Ân, lấy ông Lê Văn Dzụ.
- Cao Thị Cư(1917 – 2012), con gái thứ 14, mẹ là Nguyễn Thị Ân, lấy ông Nguyễn Văn Bộ.
- Cao Thị Thái (1919 – 1950), con gái thứ 15, mẹ là Nguyễn Thị Du, lấy ông Cao Đức Khuông (1918 – ?).
- Cao Thị Phú (1919 – 1968), con gái thứ 16, mẹ là Nguyễn Thị Du, lấy Tú tài Bùi Văn Hường (1920 – 1988).